# Josa lojensis
Josa lojensis là một loài nhện trong họ Anyphaenidae.
Loài này thuộc chi Josa. Josa lojensis được Lucien Berland miêu tả năm 1913.